# Boarmia eremias
Boarmia eremias là một loài bướm đêm trong họ Geometridae.